# Yamaguchi-gumi
De zesde Yamaguchi-gumi (Japans: 六代目山口組 Rokudaime Yamaguchi-gumi) is een Japanse misdaadorganisatie die wereldwijd opereert. Vandaag de dag is het het grootste en beruchtste Yakuza-syndicaat ter wereld.

## Leiders
- 1e kumicho (1915–1925): Harukichi Yamaguchi
- 2e kumicho (1925–1942): Noboru Yamaguchi
- 3e kumicho (1946–1981): Kazuo Taoka
- 4e kumicho (1984–1985): Masahisa Takenaka
- 5e kumicho (1989–2005): Yoshinori Watanabe
- 6e kumicho (2005–heden): Kenichi Shinoda

### Taoka's bewind
Op het moment dat Taoka hoofd van de organisatie werd, was het voornamelijk een lokale familie met enkele tientallen leden. Onder zijn leiding groeide de Yamaguchi-gumi in een rap tempo. Taoka stond het toe dat leden eigen legitieme bedrijven, en hun eigen familie, mochten starten. Deze werden vervolgens een onderdeel van de Yamaguchi-gumi. Taoka bracht ook meer structuur binnen de organisatie door het aanstellen van Wakagashira (onderbazen) en Wakagashira-hosa (hulp-onderbazen).

### Takenaka's bewind
Op het moment dat Taoka overleed zat de gedoodverfde opvolger, Wakagashira Kenichi Yamamoto (Kumicho van de Yamaken-gumi) een gevangenisstraf uit. Door leverfalen overleed hij nog voordat hij officieel gekozen kon worden als nieuwe kumicho van de Yamaguchi-gumi. Fumiko Taoka, de weduwe van Kazuo Taoka, nam het leiderschap op haar totdat een nieuwe kumicho gekozen kon worden door een raad, bestaande uit de 8 belangrijkste onderbazen.

### Watanabe's bewind
Sinds de jaren 90 nam het leden aantal gigantisch af. Op het hoogtepunt, begin jaren 90 bestond de organisatie uit zo'n 50.000 leden. Rond 2010, bestond de organisatie uit zo'n 35.000 leden. In 2013 waren het er zo'n 28.000 en een jaar later 23.400. Door het afsplitsen van kleinere afdelingen bleef het jaarlijks duizenden leden verliezen.

### Shinoda's bewind
In 2015 splitste drie van de grootste afdelingen van de organisatie, de Yamaken-gumi, de Takumi-gumi en de Kyoyu-kai zichzelf af van om een nieuwe organisatie op te zetten, de Kobe Yamaguchi-gumi. In één dag verloor de organisatie zo'n 3000 leden aan de nieuwe organistatie waardoor er nog maar zo'n 9000 leden bij de Yamaguchi-gumi gelieerd waren. Ondanks de grote dalingen in ledenaantal door de vele afscheidingen is het, anno 2021, nog steeds de grootste Yakuza organisatie.